# Trichaeini
Trichaeini (лат.) — триба бабочек огнёвок-травянок из подсемейства Spilomelinae (Crambidae, Pyraloidea). Известно около 40 видов в 5 родах. Кофейные ягодные моли Prophantis longicornalis, Prophantis octoguttalis и Prophantis smaragdina считаются вредителями аравийского кофе Coffea arabica.

## Описание
Отличаются строением гениталий: вальвы слабо склеротизованы, линзовидные, часто с выемкой на вентральной половине вальвы; фибула сильно склеротизована (Trichaea) или до слабой, несущей простые волоски (отсутствует у некоторых видов Prophantis spp.); саккулюс чешуйчатый, от основания саккулюса до центра вальвы проходит гребневидный выступ. На corpus bursae имеет тонкий продольный сигнум, его передний конец разделен на два переднелатеральных рукава у некоторых видов Prophantis; ductus bursae широкий, сужающийся к заднему концу.
Известный пищевой спектр гусениц включает мареновых (Rubiaceae), что сходно с питанием представителей трибы Nomophilini. Кофейные ягодные моли Prophantis longicornalis, Prophantis octoguttalis и Prophantis smaragdina считаются вредителями аравийского кофе Coffea arabica.
- Prophantis adusta
- Prophantis longicornalis

## Систематика
Около 40 видов и 5 родов. Триба включена в состав подсемейства Spilomelinae, где она рассматривается в родственных отношениях с кладой (Steniini+Nomophilini).
- Archernis Meyrick, 1886 — около 10 видов (= Chrysommatodes Warren, 1896, = Metoportha Meyrick, 1894)
- Prophantis Warren, 1896 — 8 видов[1]
- Sacculosia Amsel, 1956 — 1
- Trichaea Herrich-Schäffer, 1866 (синонимы Acridura Butler, 1875, Phryctena Oberthür, 1881) — 11
- Zenamorpha Amsel, 1956 — 2